# Skeppsbrons tullpaviljonger

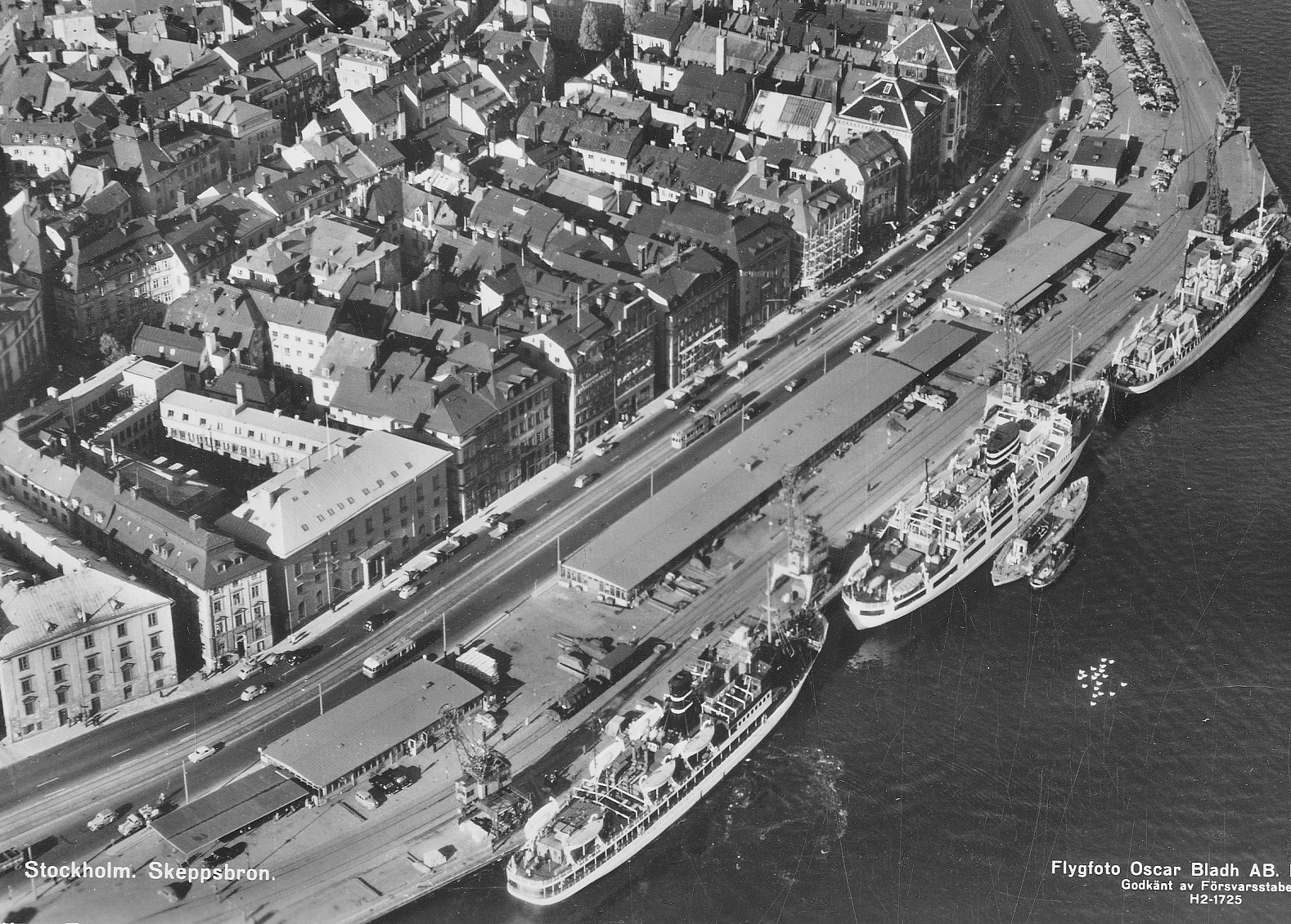
Skeppsbrons tre tullpaviljonger på 1950-talet.

Skeppsbrons tullpaviljonger är tre byggnader belägna på Skeppsbrokajen 19–27 i Gamla stan i Stockholm. De tre före detta tullhusen ritades 1939 av arkitekt Paul Hedqvist och är grönmärkta av Stadsmuseet i Stockholm vilket innebär att deras värde anses vara särskilt högt från historisk, kulturhistorisk, miljömässig eller konstnärlig synpunkt.

## Bakgrund

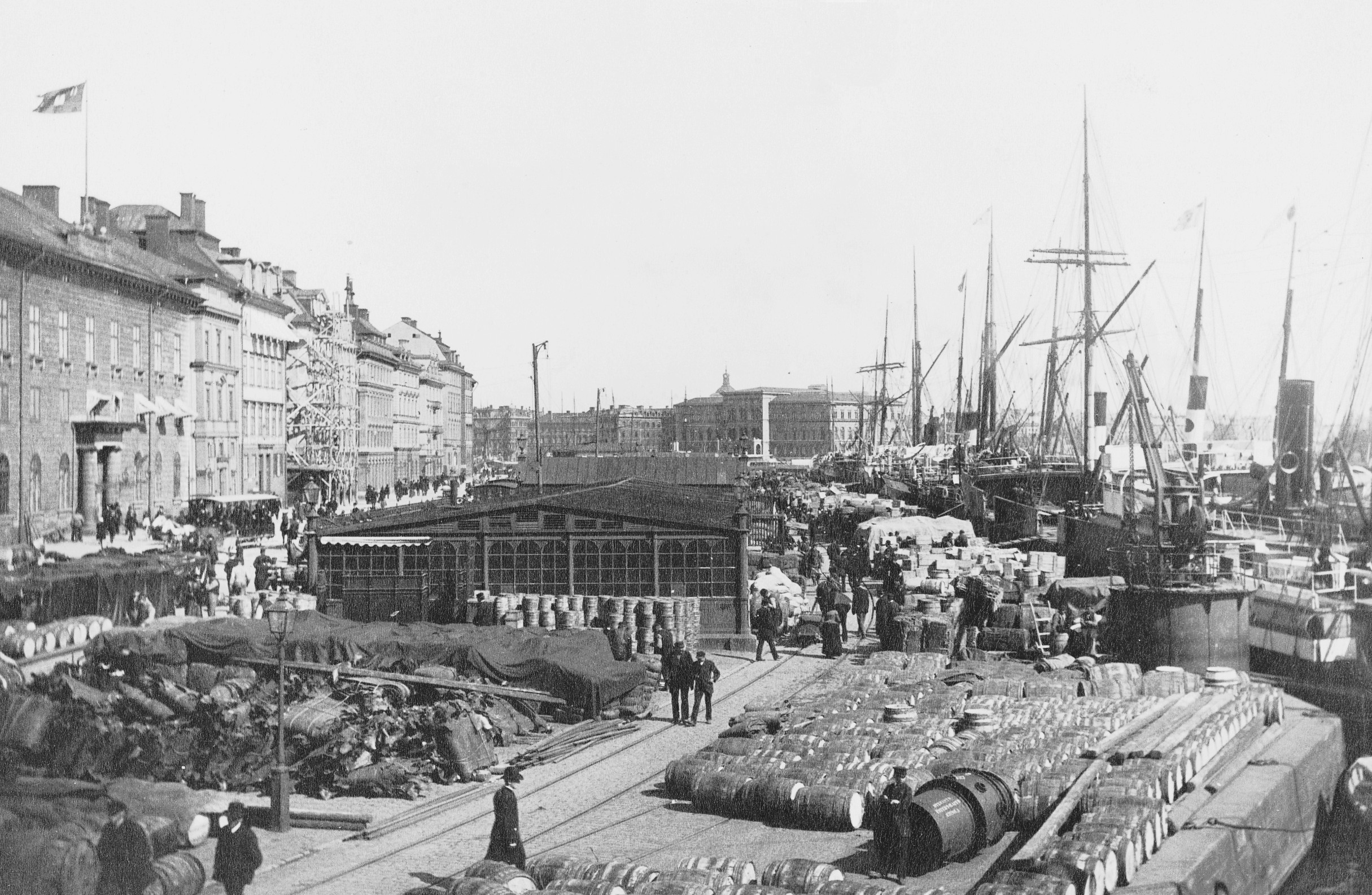
Skeppsbrons gamla tullhus 1890-tal.

Redan på 1800-talets slut fanns tre tullpaviljonger på Skeppsbrons kaj. De var byggda i sirliga gjutjärnsprofiler och avsedda som magasin och tullokaler.
Mot slutet av 1930-talet behövdes de ersättas. Då antogs ett stort byggprogram för hamnen som väntade en kraftigt ökande fartygstrafik över Östersjön. Programmet skulle klara passageraranstormningen till de olympiska sommarspelen i Helsingfors som ursprungligen var planerade att äga rum 1940, detta förhindrades dock av andra världskriget. Spelen arrangerades först 1952 och tullhusens ursprungliga syfte gick delvis förlorat.

## Byggnadsbeskrivning

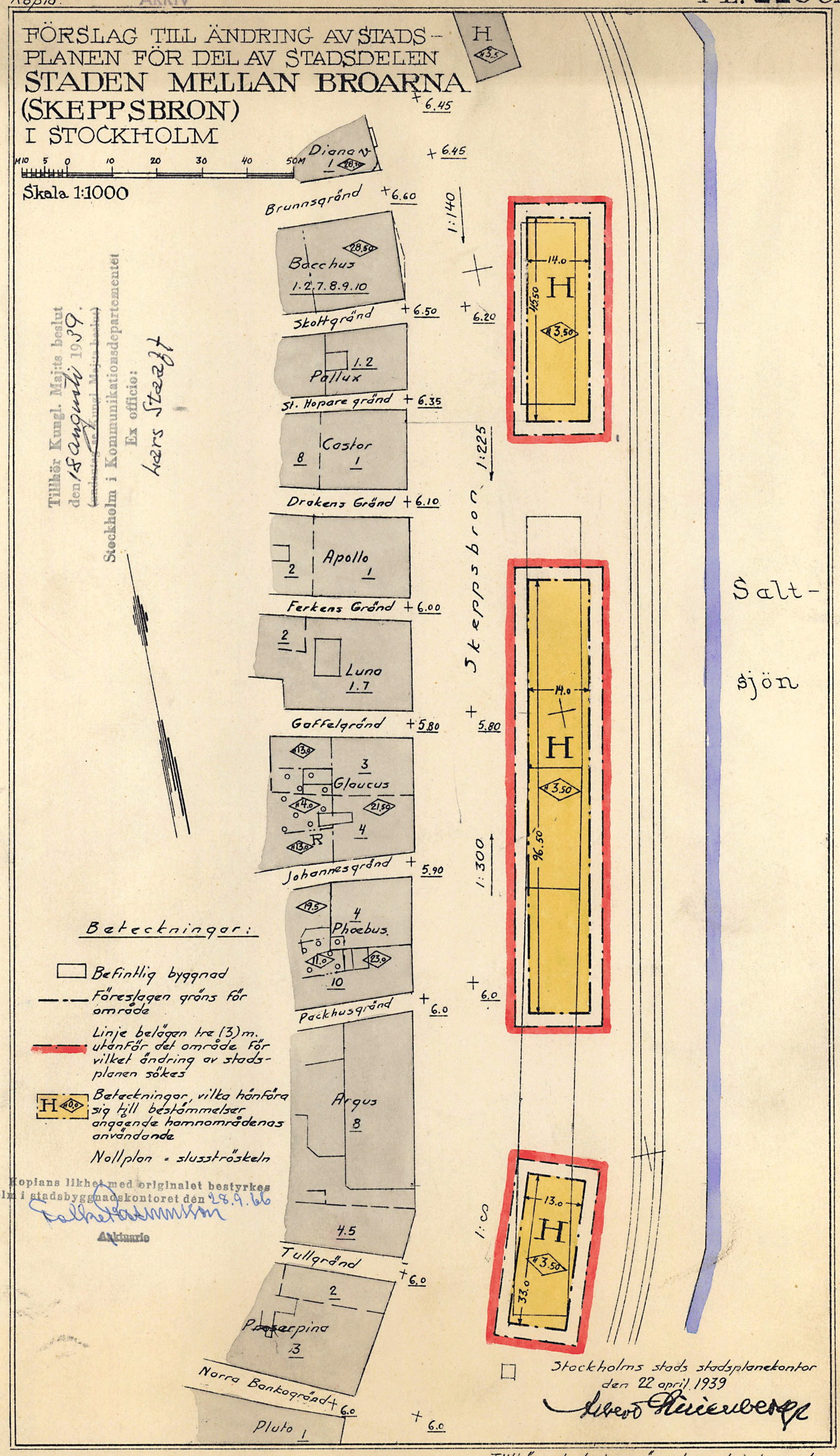
Stadsplan, 1939.

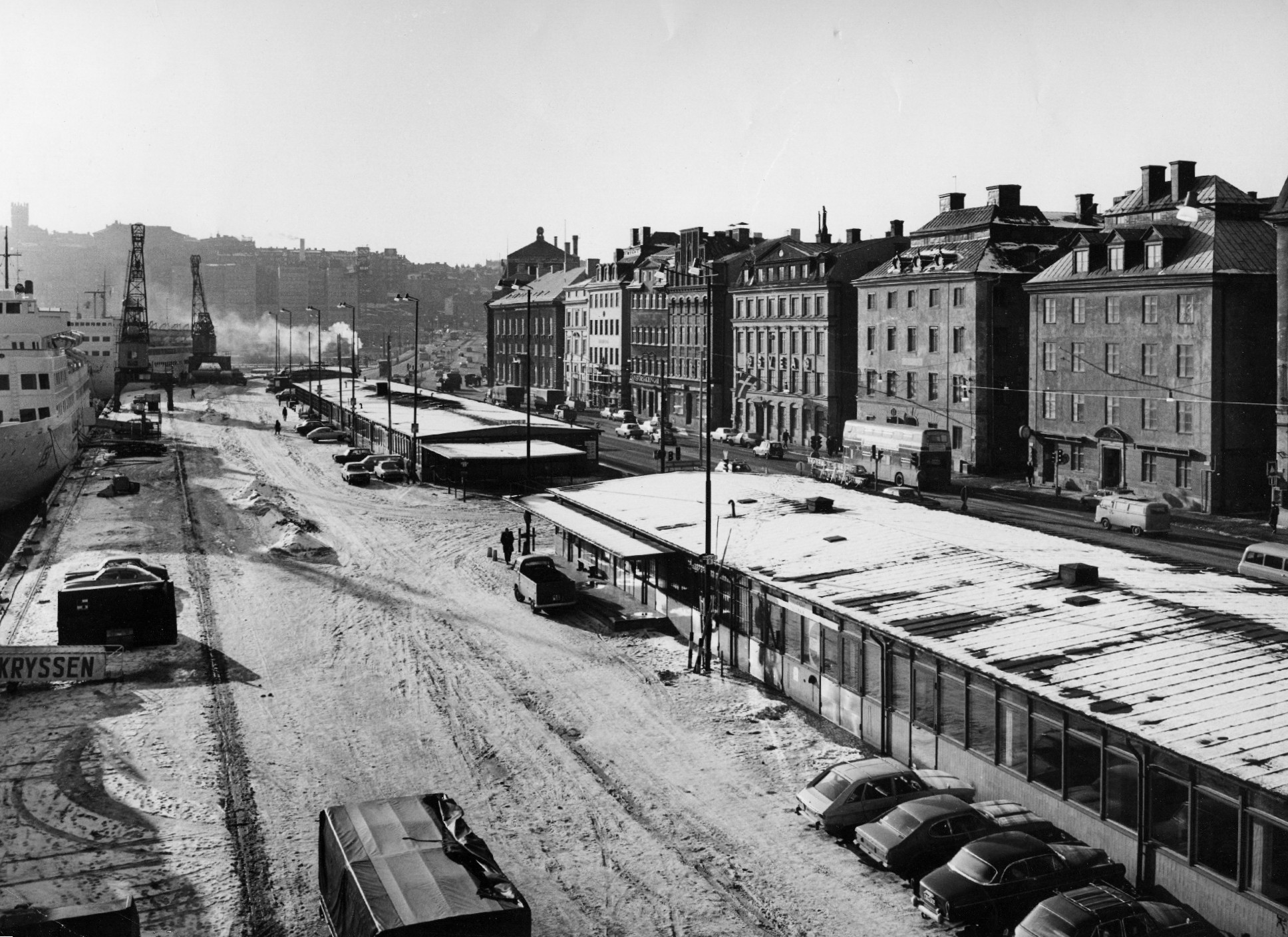
Nya tullhusen på 1960-talet.

Dagens tre tullhus med nummer 1, 2 och 3 (från norr till söder) uppfördes åren 1939 till 1941 efter ritningar av arkitekt Paul Hedqvist. Enligt stadsplanen från 1939 skulle de utformas som paviljongbyggnader, avsedda för ”hamnändamål”. Hedqvist valde, likt de äldre tullhusen, liggande volymer vilka fick ett lågmält formspråk i tidig funktionalistisk industriarkitektur. 
Paviljongernas stommar konstruerades av ingenjör Stig Ödeen och består av sammansvetsade stålprofiler. Husens socklar kläddes upp till fönstren med klinkerplattor för att tåla nedsmutsningen från Skeppsbrons trafik. Fasaderna domineras av långa sammanhängande fönsterband. Det gällde att få in alla tull-, pass-, och andra lokaler som krävdes för den förväntade passageraranstormningen, samtidigt skulle hänsyn tas till den kulturhistoriskt känsliga stadsmiljön på Gamla stans östra sida.
Tullhusen fick olika längd: 45,5 meter (nr 1), 96,5 meter (nr 2) och 33 meter (nr 3). Bredden är 13 meter (för nr 3) respektive 14 meter (för 1 och 2) och byggnadshöjden fick inte överstiga 3,5 meter över gatunivå. I norra tullhuset (nr 1) låg bland annat en kött- och fågelbesiktningslokal. Mellanbyggnaden (nr 2) innehöll bland annat kontor för tullpersonal, lokal för tullklarering och tulltaxering samt en varuhall. Den södra tullbyggnaden (nr 3) fungerade ursprungligen som lokal för tullklarering med vänthall, visitationsrum, tullexpedition och kontor för passpolis.
Sedan 1940-talet har tullhusen om- och tillbyggts ett flertal gånger och användningen har ändrats genom åren. Viss tullverksamhet fanns kvar ända in på 2000-talet i Tullhus 1 där Ånedin-Linjen hade sina lokaler. Då fanns en tullgräns för resande från länder utanför EU och skyltar "Goods to declare" respektive "Nothing to declare". Vid behov spärrades det berörda kajområdet av.
Marken ägs av Stockholms stad och arrenderas av Stockholms hamnar som äger de tre byggnader. Stockholms hamnar hyr ut lokalerna till olika verksamhetsutövare, främst restauranger. Tullhusen har tillfälligt bygglov, förutom Tullhus 2 som Stockholms hamnar sökt permanent bygglov för. Tullhus 1 och 2 är kraftigt förvanskade genom ny- och tillbyggnader främst på sjösidan. Tullhus 3 är oförvanskat. Fasaderna mot gatan är dock fortfarande i det närmaste intakta för alla tre.

## Bilder

Tullhus 1
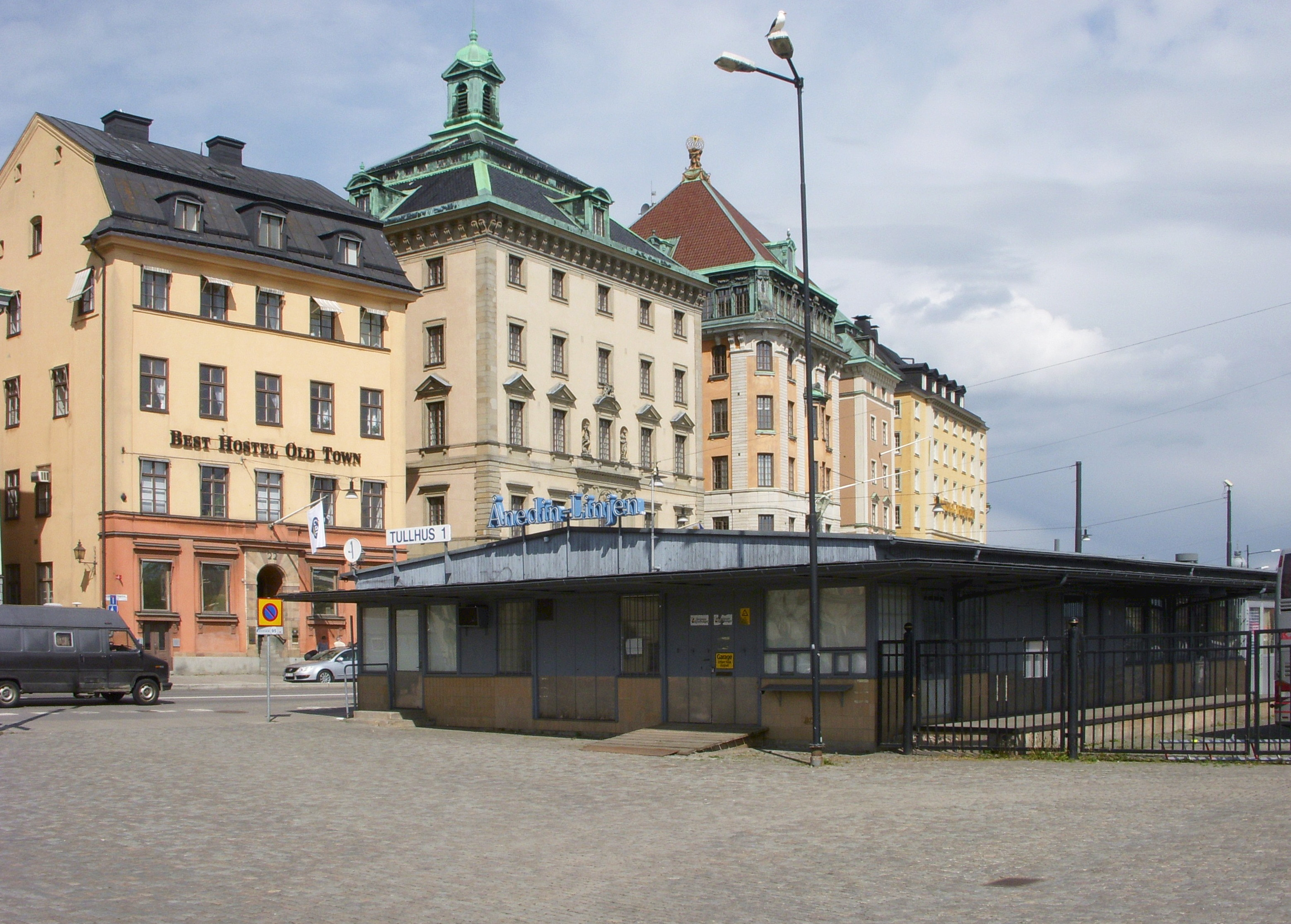
Tullhus 1, 2009.
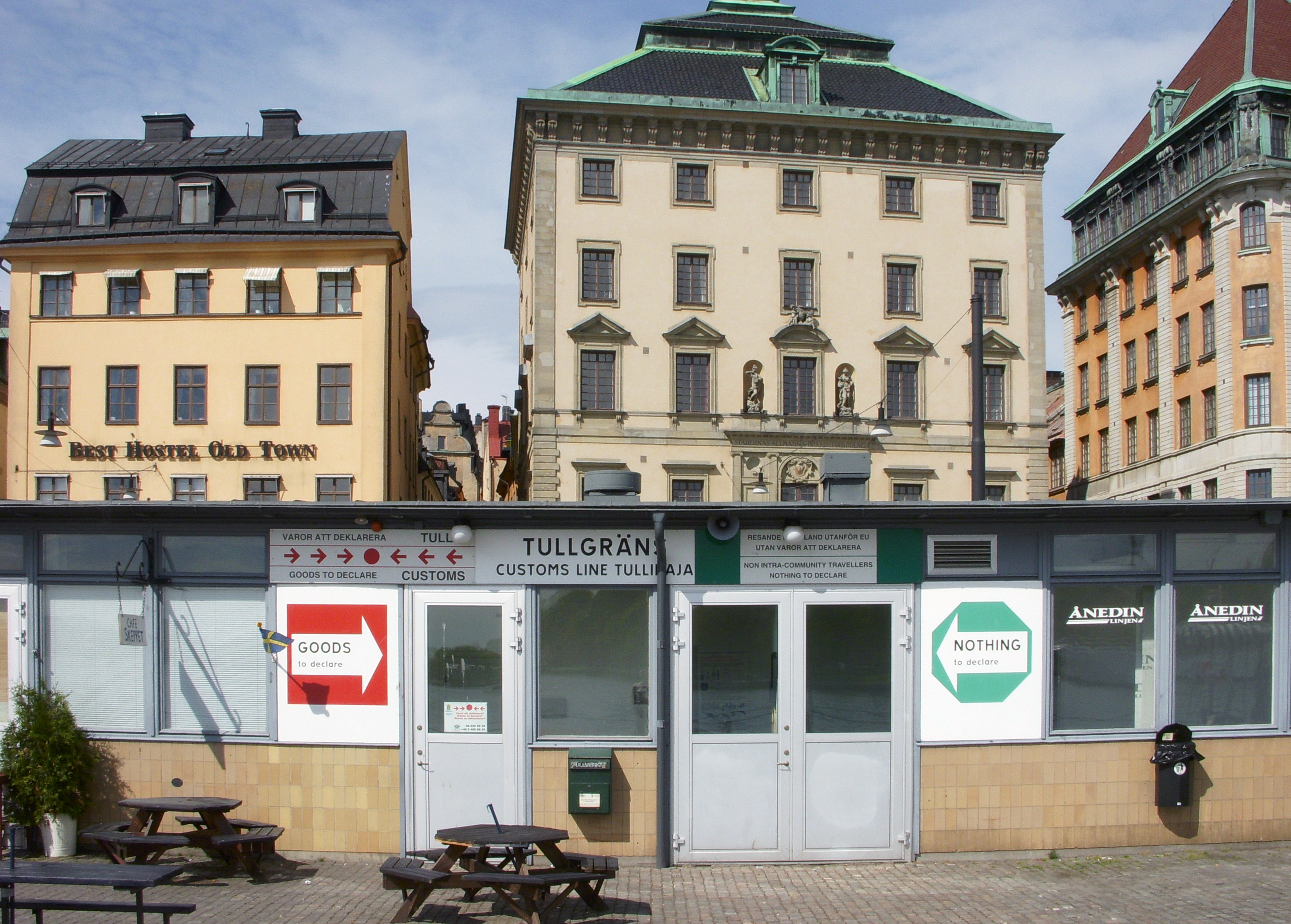
Tullhus 1, 2009.
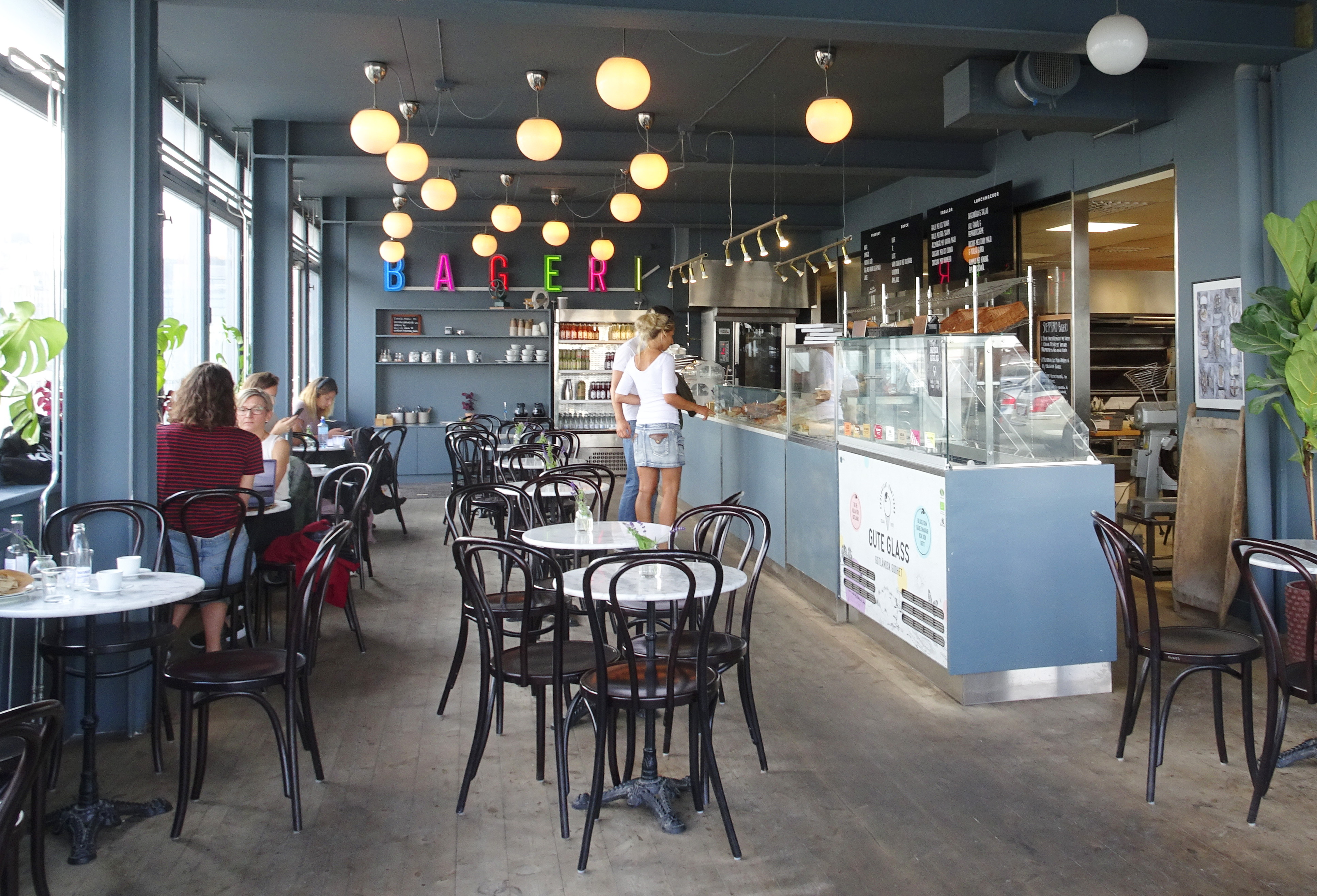
Tullhus 1, interiör, 2019.
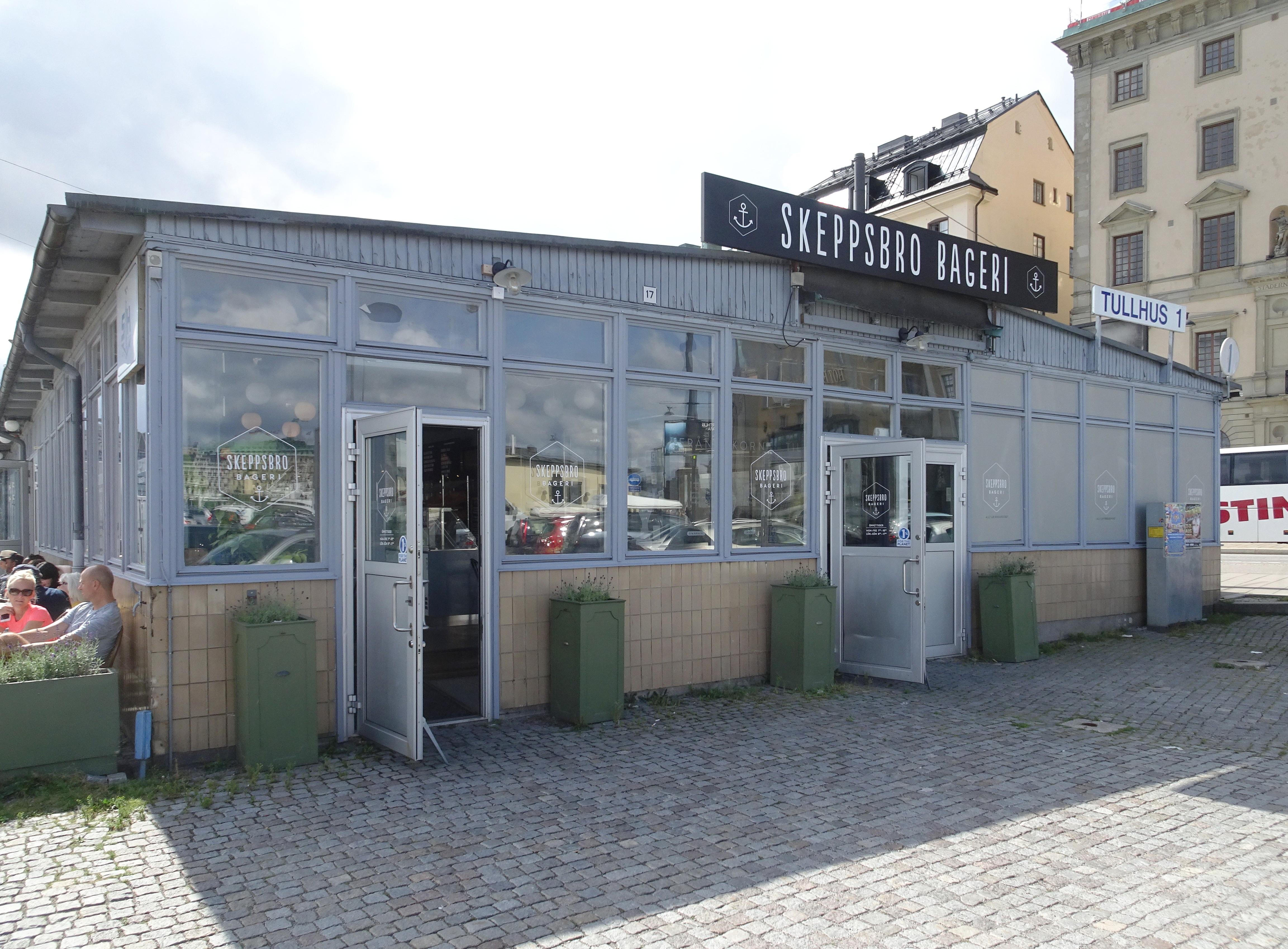
Tullhus 1, 2019.
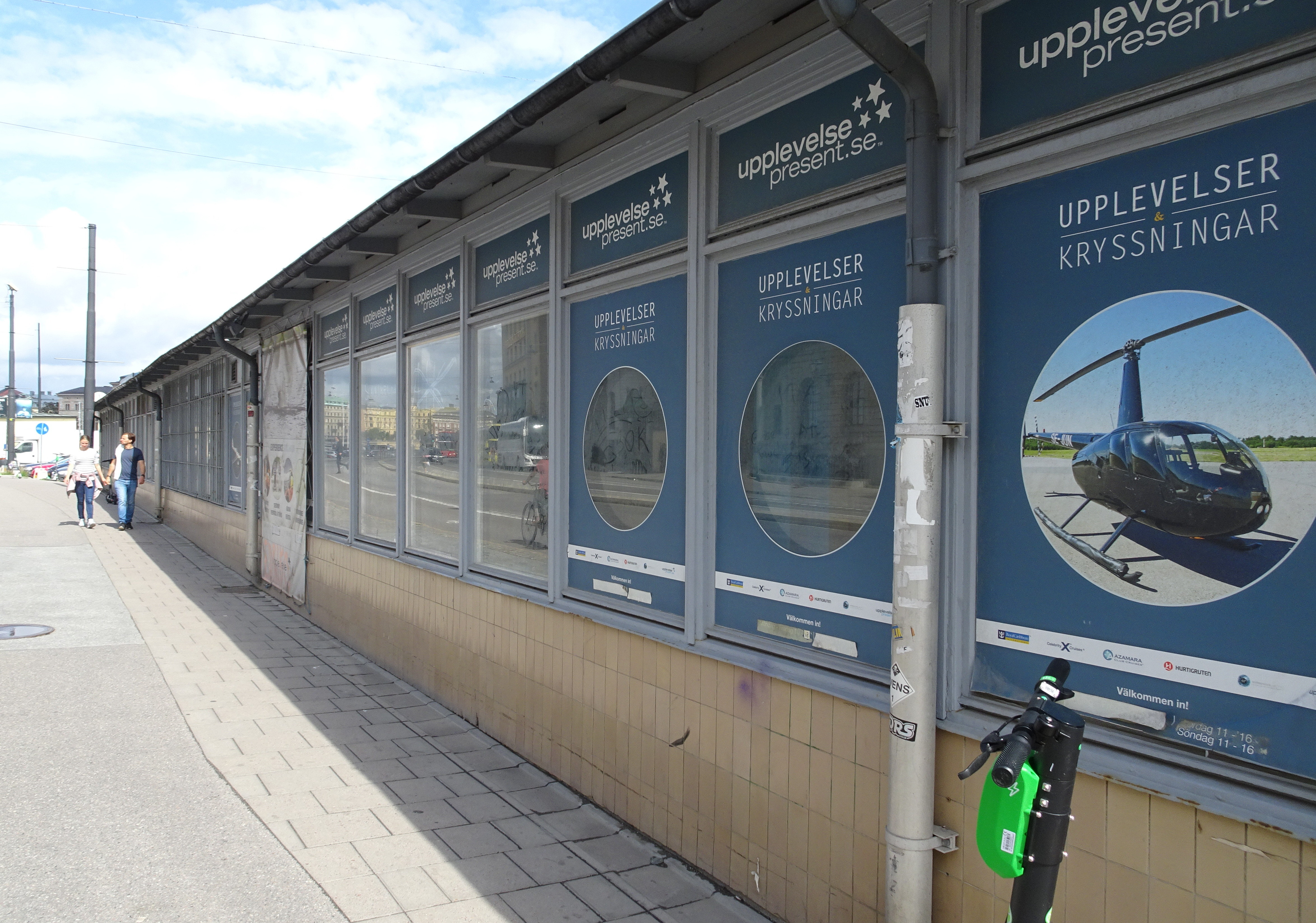
Tullhus 1, 2019.

Tullhus 2 och 3
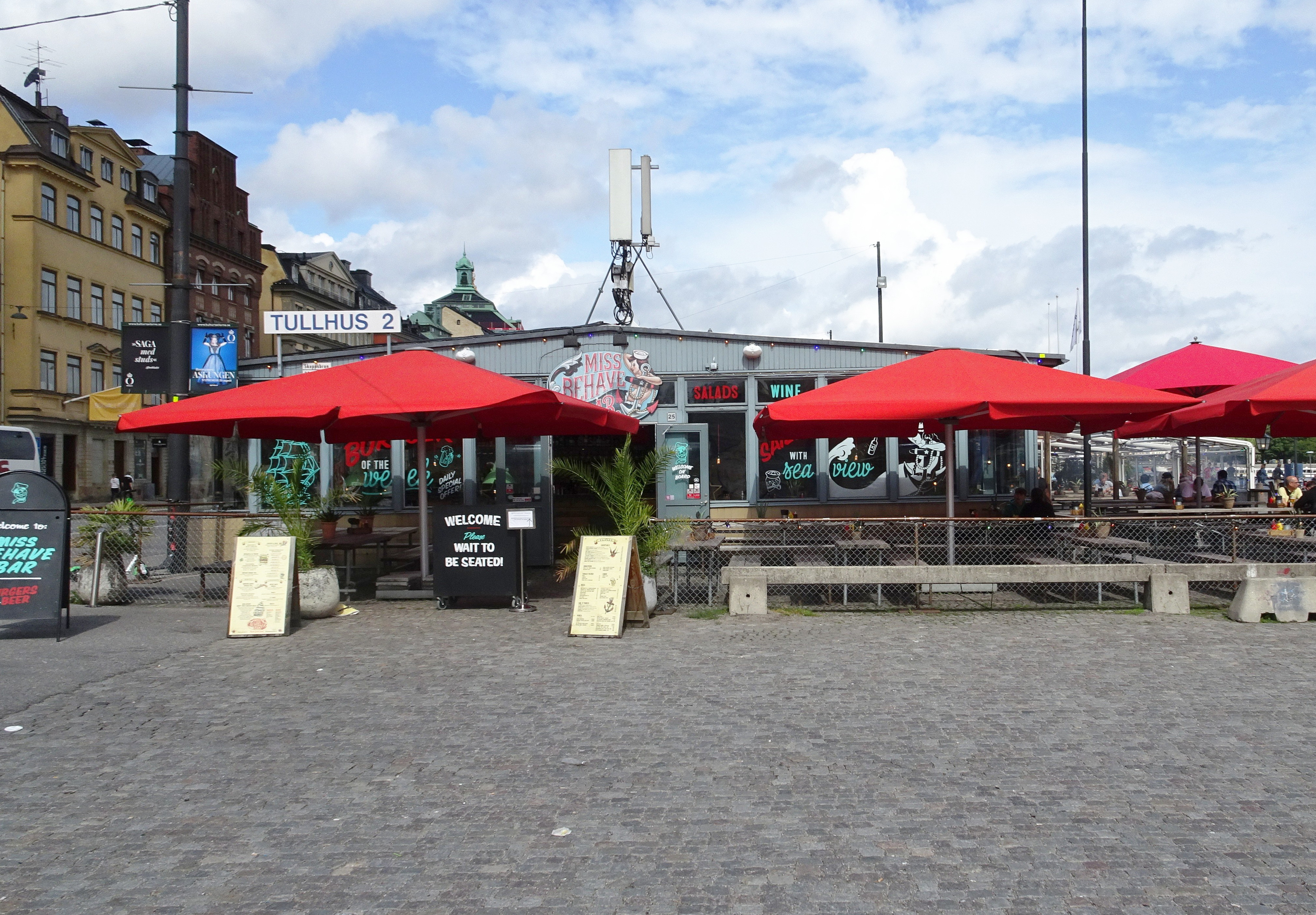
Tullhus 2, 2019.
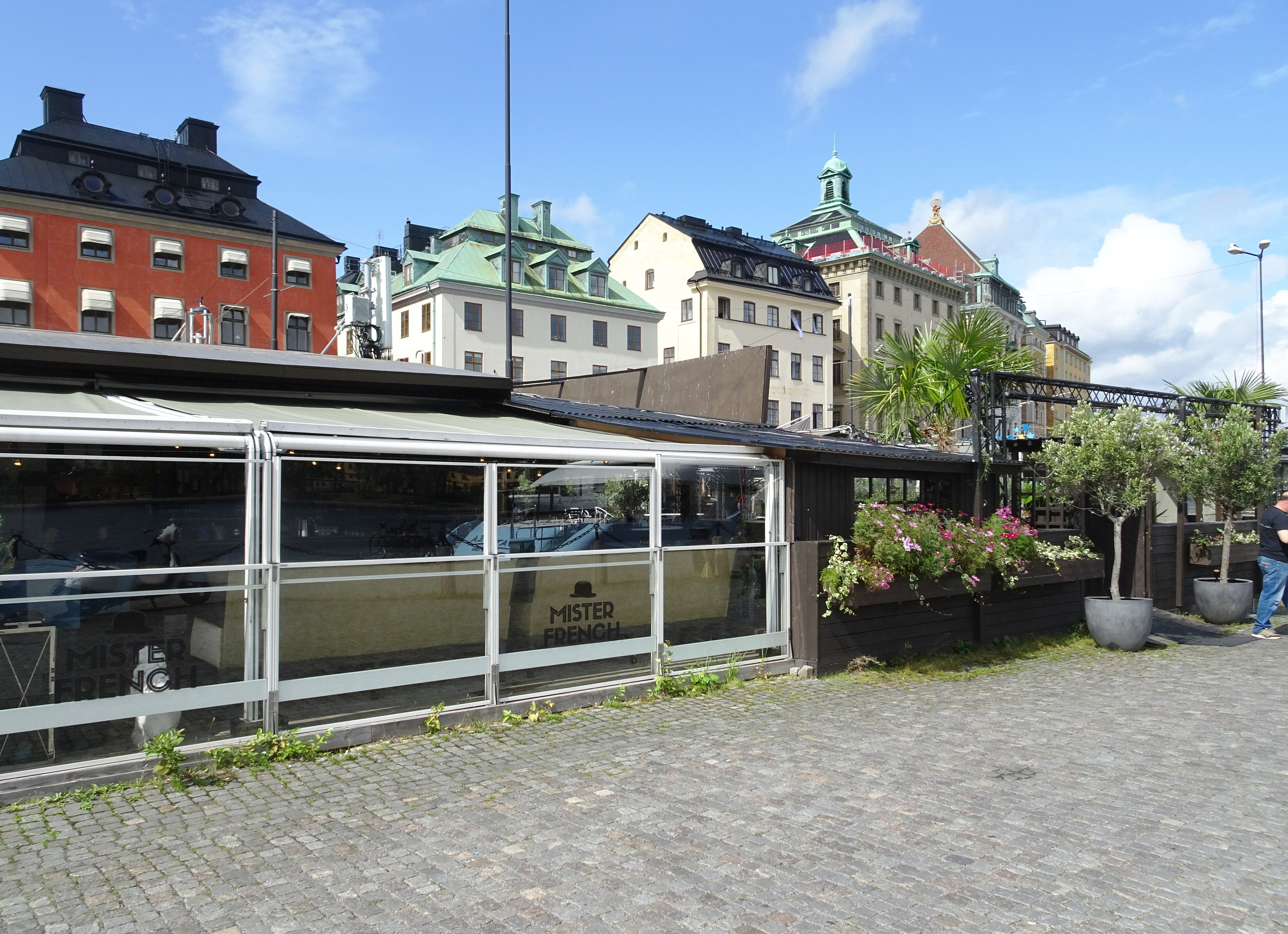
Tullhus 2, 2019.
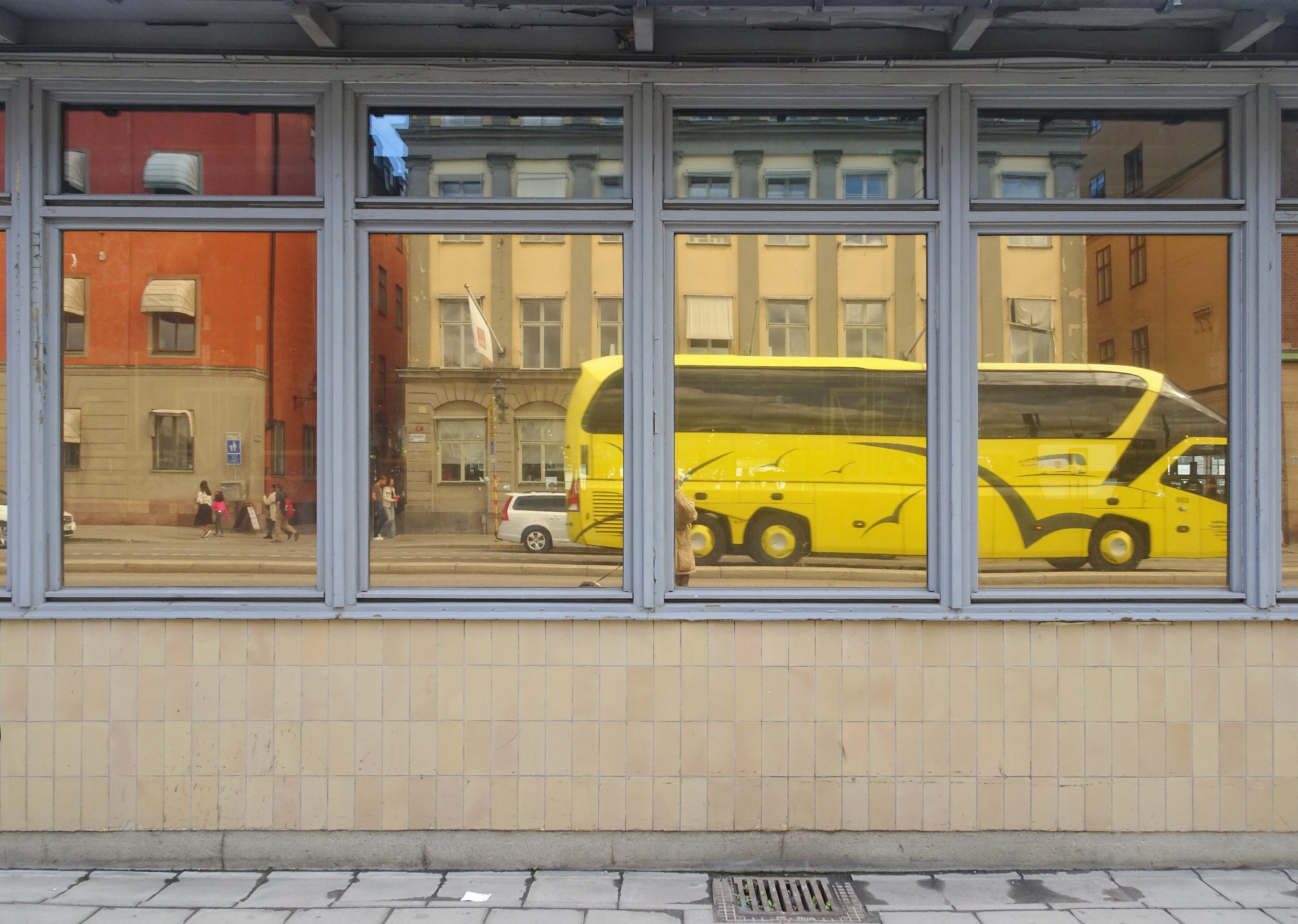
Tullhus 2, fasaddetalj.
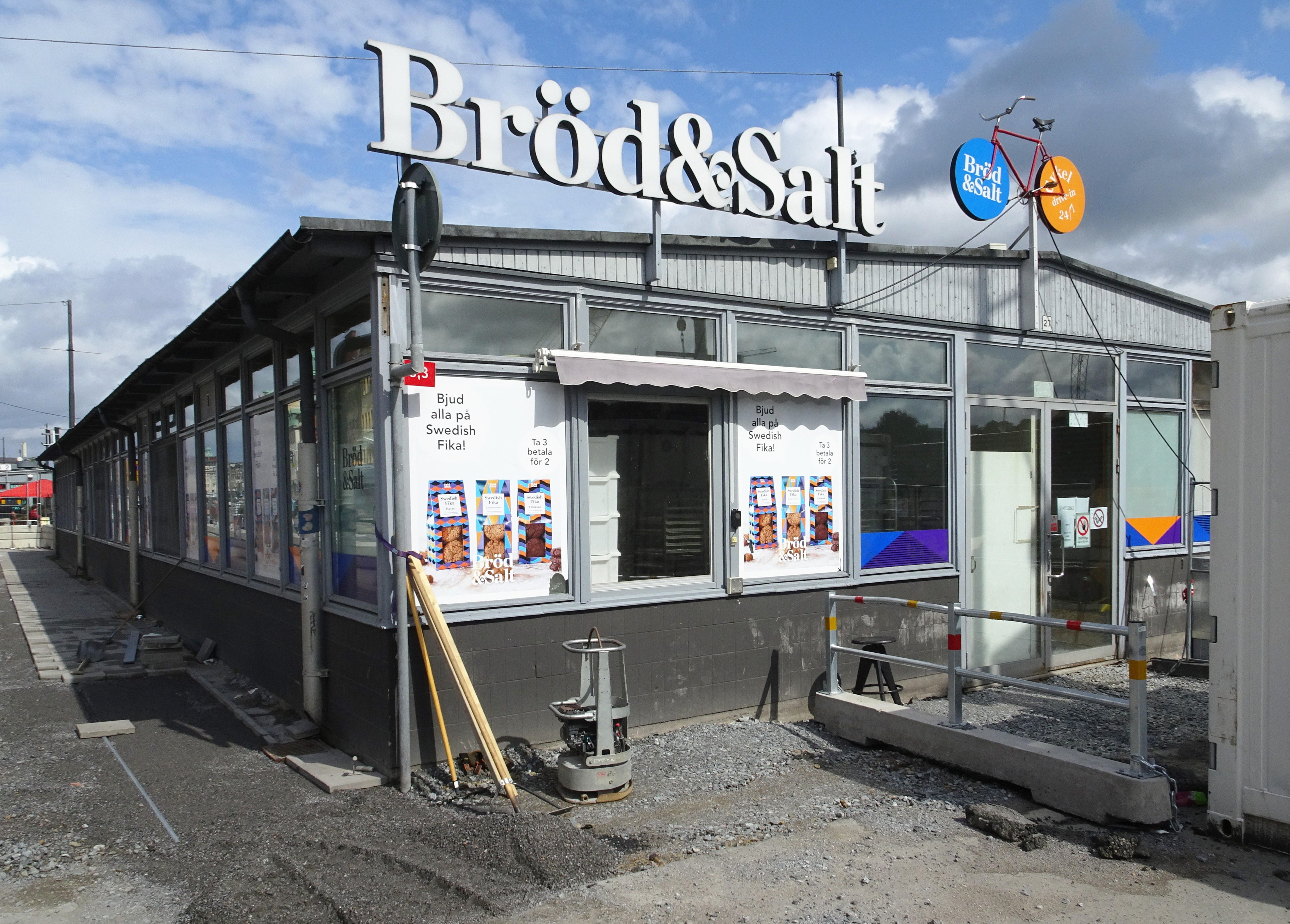
Tullhus 3, 2019.
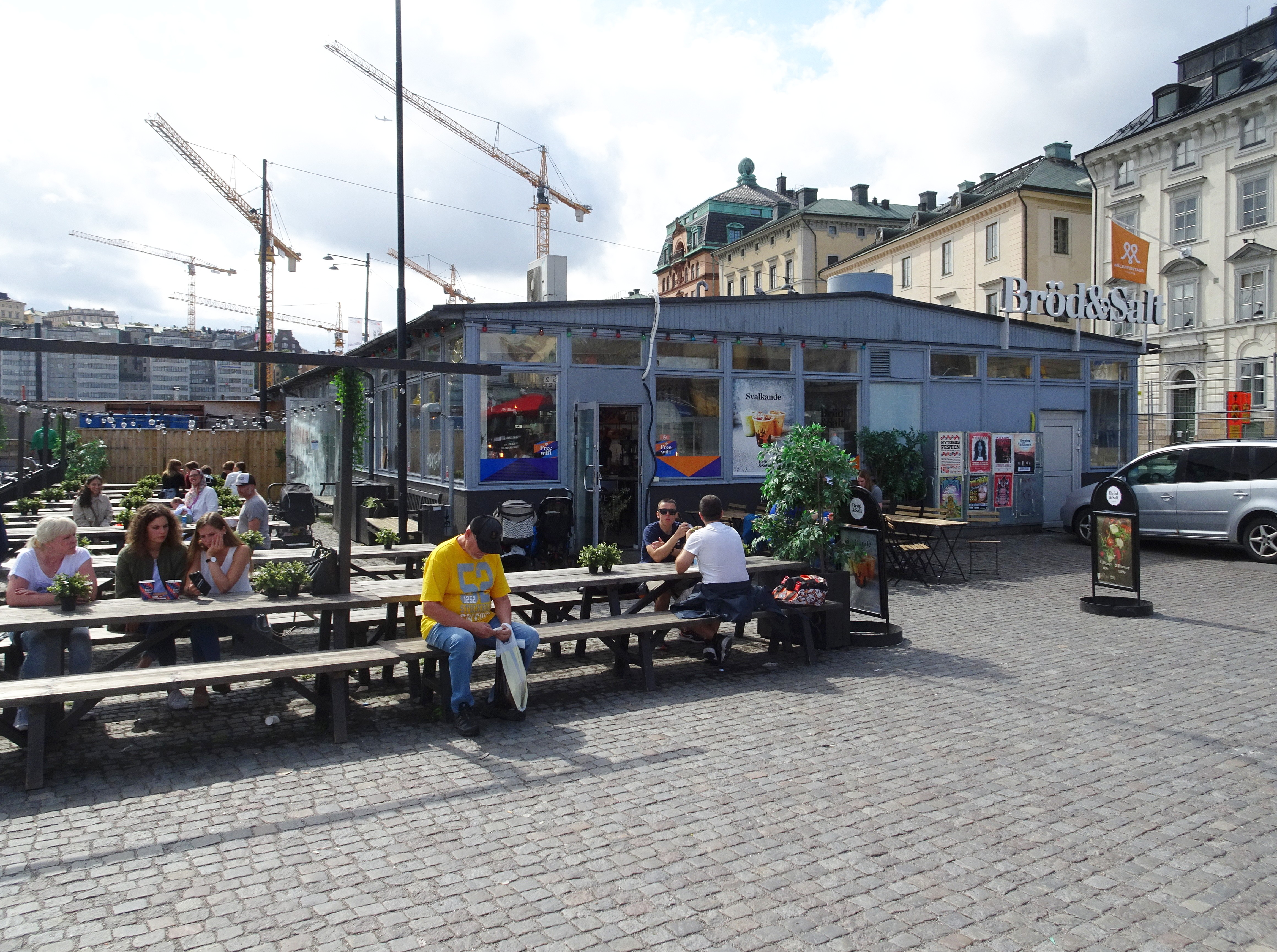
Tullhus 3, 2019.